# Praha-Kyje
Praha-Kyje egy csehországi vasútállomás, Prágában.

## Megközelítés helyi közlekedéssel
- Busz:  296
- Vonat:   S1   S7

## Vasútvonalak
Az állomást az alábbi vasútvonalak érintik:
- Prága–Kolín-vasútvonal

## Szomszédos állomások
A vasútállomáshoz az alábbi állomások vannak a legközelebb:
- Praha-Libeň (Prága, Prága–Kolín-vasútvonal)
- Praha-Dolní Počernice (Prága–Kolín-vasútvonal, Kolín)